# Eupsophus roseus
Az Eupsophus roseus a kétéltűek (Amphibia) osztályának békák (Anura) rendjébe és az Alsodidae családba, azon belül az Eupsophus nembe tartozó faj.

## Előfordulása
Elterjedési területe jelenleg kevéssé ismert, bár jelenlegi ismereteink szerint Chilében északon a Biobío régióig, délen pedig az Andok nyugati lábainál, Los Mañíosig terjed; a Chilével szomszédos Argentínában a Paimún-tónál és Termas de Epulafquénnél fordul elő.

## Természetvédelmi helyzete
A vörös lista a nem fenyegetett fajok között tartja nyilván. Populációja csökkenő tendenciát mutat. A faj számára a mezőgazdaság és a fakitermelés jelent veszélyt. Elterjedési területe több védett körzetre is esik. 